# 張曼莉
張曼莉，JP（1989年—），香港政府創新科技及工業局副局長，曾擔任灣仔區議會社區建設委員會增選委員。她是林鄭月娥政府最年輕（加入時28歲）的問責團隊成員。

## 簡歷
張曼莉畢業於香港大學，獲社會科學學士學位，雙主修政治及公共行政和全球研究。曾任灣仔區議會社區建設委員會增選委員，現為政賢力量顧問及公共事務論壇成員。在2011年加入新世界集團，擔任見習行政人員，及後晋升為執行董事兼聯席總經理助理、行政辦公室經理。

## 爭議

### 反防疫出席聚會一度被隔離於竹篙灣
2022年1月3日，因為冠狀病毒肺炎的新一波疫情在香港急速升溫，衛生署要求市民立即停止及取消所有人群聚集的宴會及社交活動，但香港特區政府多名主要官員及議員卻於同一日集體出席中國全國人大香港代表洪為民的大型生日派對，並抵抗政府防疫指引（賓客進食以外時間除口罩、除口罩離檯交際唱歌和多人無視安心出行入餐廳等等），超過170人在灣仔灣景中心的一家西班牙餐廳聚集，其後有人確診染疫，而被隔離於竹篙灣檢疫中心21日，後因有涉事者為假陽性而被提早釋放。多名人士涉「知法犯法」令特首林鄭月娥表示非常失望。最終死亡人數為零。